# Ilia Volok
Ilia Volok eller Illja Voloh (ukrainska:  Ілля Волох), född 1 november 1965 i Kiev, Ukrainska SSR, Sovjetunionen, är en ukrainsk skådespelare främst verksam i USA. Mellan 1985 och 1990 studerade Volok på Moskvas konstteater i Moskva men flyttade därefter till USA. Ilia Volok har spelat rysk antagonist gentemot Harrison Ford i två filmer. I Air Force One, spelade Volok en rysk terrorist som försökte döda Fords rollgestalt och i Indiana Jones och Kristalldödskallens rike spelade Volok rysk soldat som försökte döda Fords rollgestalt.